# Kính hiển vi quang học
Kính hiển vi quang học là một loại kính hiển vi sử dụng ánh sáng khả kiến để quan sát hình ảnh các vật thể nhỏ được phóng đại nhờ một hệ thống các thấu kính thủy tinh. Kính hiển vi quang học là dạng kính hiển vi đơn giản, lâu đời nhất và cũng là phổ biến nhất. Các kính hiển vi quang học cũ thường phải quan sát hình ảnh trực tiếp bằng mắt nhìn qua thị kính, nhưng các kính hiện đại hiện nay còn được gắn thêm các CCD camera hoặc các phim ảnh quang học để chụp ảnh.

Sơ đồ nguyên lý cấu tạo của một kính hiển vi quang học.

## Lịch sử
Bằng chứng lịch sử ban đầu liên quan đến sự ra đời của kính hiển vi quang học là công bố về khả năng phóng đại các vật thể bằng các kính phóng đại trong cuốn Books of Optics vào năm 1021 bởi Ibn al-Haytham (Alhazen). Sau khi cuốn sách này được xuất bản, Roger Bacon ở Anh quốc đã lý giải và mô tả cơ chế của việc phóng đại này vào thế kỷ 13, và dẫn đến sự phát triển của kính lúp phóng đại ở Italia .
Những kính hiển vi ban đầu được phát minh vào năm 1590 ở Middelburg, Hà Lan . Ba người thợ tạo kính là Hans Lippershey (người đã phát triển các kính viễn vọng trước đó), Zacharias Janssen, cùng với cha của họ là Hans Janssen là những người đầu tiên xây dựng nên những kính hiển vi sơ khai. Năm 1625, Giovanni Faber là người xây dựng một kính hiển vi hoàn chỉnh đặt tên là Galileo Galilei .
Các cấu trúc của kính hiển vi quang học tiếp tục được phát triển tiếp theo đó, và kính hiển vi chỉ được sử dụng một cách phổ biến hơn ở Italia, Anh quốc, Hà Lan vào những năm 1660, 1670. Marcelo Malpighi ở Italia bắt đầu sử dụng kính hiển vi để nghiên cứu cấu trúc sinh học ở phổi. Đóng góp lớn nhất thuộc về nhà phát minh người Hà Lan Antoni van Leeuwenhoek, người đã phát triển kính hiển vi để tìm ra tế bào hồng cầu và tinh trùng và đã công bố các phát hiện này .

## Cấu tạo và hoạt động

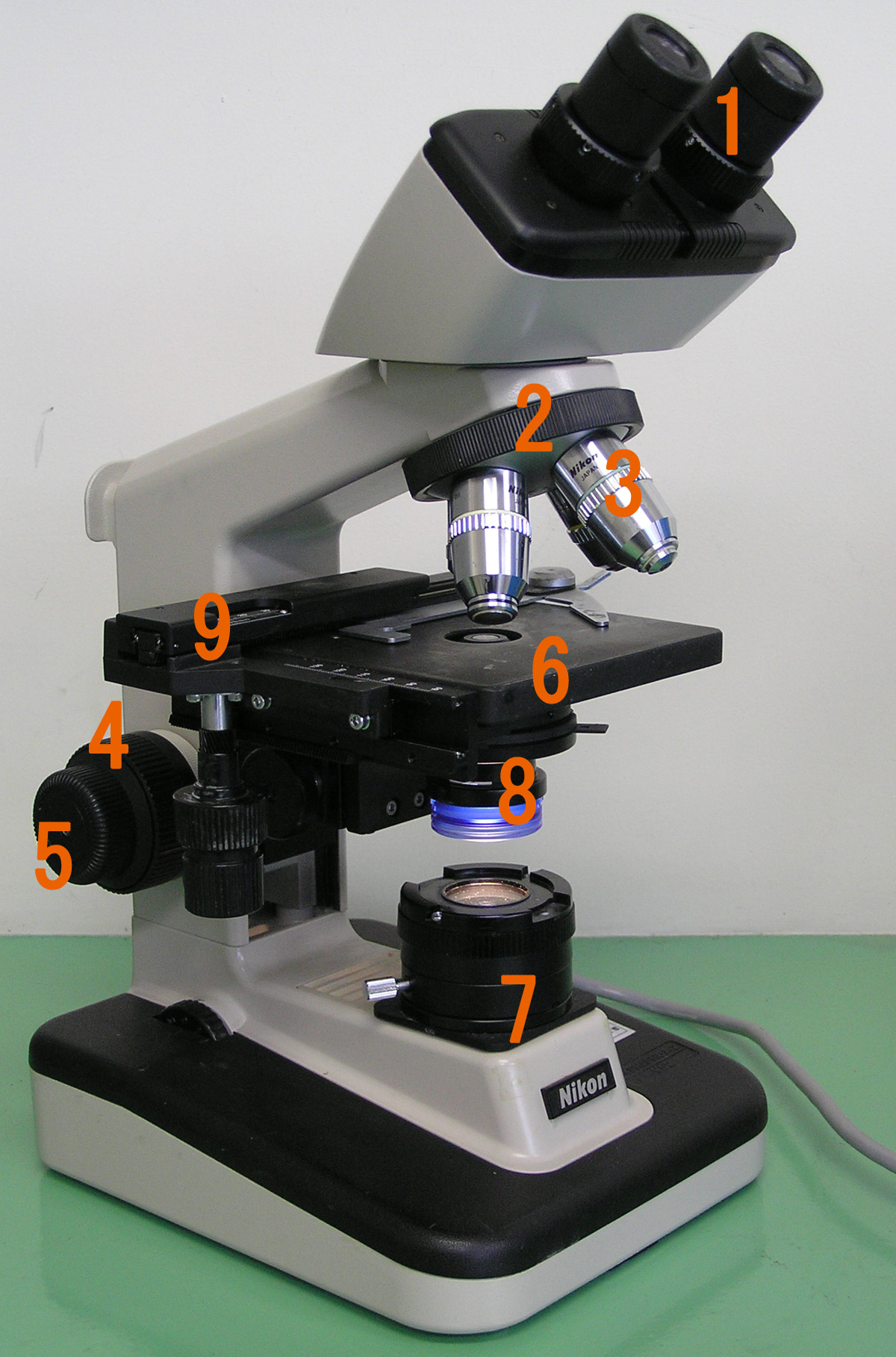
Hình ảnh một kính hiển vi với số đánh thể hiện vị trí các bộ phận.

Một kính hiển vi quang học gồm có nhiều bộ phận, có thể chia thành các phần như sau:
- Nguồn sáng;
- Hệ hội tụ và tạo chùm sáng song song;
- Giá mẫu vật;
- Vật kính (có thể là một thấu kính hoặc một hệ thấu kính) là bộ phận chính tạo nên sự phóng đại;
- Hệ lật ảnh (lăng kính, thấu kính);
- Thị kính là thấu kính tạo ảnh quan sát cuối cùng;
- Hệ ghi ảnh.

Như hình ảnh ở bên, các phần (theo đánh số) có thể được mô tả như sau:
1. Thị kính: Có thể từ một đến 2 thấu kính thủy tinh cho phép tạo ra ảnh cuối cùng của vật qua hệ quang học. Độ phóng đại của thị kính khá nhỏ, thường chỉ dưới 10x, và được lắp đặt trong một ống trụ, cho phép thay đổi dễ dàng.
2. Giá điều chỉnh vật kính hay còn gọi là đĩa quay gắn các vật kính có thể xoay đĩa để chuyển sang vật kính khác     
3. Vật kính: là thấu kính quan trọng nhất của các hệ tạo ảnh nhờ thấu kính, là một (hoặc có thể là hệ nhiều thấu kính) có tiêu cự ngắn, cho phép phóng đại vật với độ phóng đại lớn. Nhờ có giá điều chỉnh, các vật kính khác nhau có thể xoay để thay đổi trị số phóng đại. Trên vật kính có thể ghi các trị số phóng đại 4x, 5x, 10x, 20x, 40x, 50x, 80x hay 100x. Trong một số vật kính đặc biệt, người ta có thể sử dụng dầu nhằm tăng độ phân giải của hệ thống.
4, 5. Giá vi chỉnh, cho phép điều chỉnh độ cao của mẫu vật để lấy nét trong quá trình tạo ảnh.
6. Giá đặt mẫu vật hay còn gọi là bàn kính.
7. Hệ thống đèn, gương... tạo ánh sáng để chiếu sáng mẫu vật.
8. Hệ thống khẩu độ, và các thấu kính hội tụ để hội tụ và tạo ra chùm sáng song song chiếu qua mẫu vật.
9. Vi chỉnh cho phép dịch chuyển mẫu vật theo chiều ngang để quan sát các phần khác nhau theo ý muốn.
Kính hiển vi quang học hoạt động hoàn toàn trên nguyên tắc khúc xạ ánh sáng qua hệ các thấu kính thủy tinh. Vật kính, là loại thấu kính có tiêu cự ngắn, là bộ phận chính tạo nên sự phóng đại ảnh của mẫu vật. Ảnh tạo ra qua thấu kính này là ảnh thật, và ngược chiều so với vật mẫu ban đầu. Ảnh được quan sát ở thị kính chỉ được lật đúng chiều nhờ hệ thấu kính (hoặc lăng kính) trung gian đóng vai trò hệ lật ảnh. Tùy theo cách thức quan sát, ghi nhận ảnh mà ảnh được tạo ra ở thị kính có thể là ảnh thật hoặc ảnh ảo. Ảnh này sẽ là ảnh ảo khi hệ thị kính được thiết kế để quan sát trực tiếp bằng mắt thường, hoặc sẽ là ảnh thật khi hệ thị kính được ghép vào các thiết bị ghi nhận như phim quang học hoặc CCD camera.

## Giới hạn độ phân giải
Độ phân giải của một hệ quang học là khả năng phân biệt các điểm không gian, được định nghĩa bằng khoảng cách giữa hai điểm gần nhau nhất có thể phân biệt được nhờ hệ quang học này. Độ phân giải của kính hiển vi quang học bị quy định bởi khả năng phân giải của các thấu kính, mà ở đây bị giới hạn bởi hiện tượng nhiễu xạ ánh sáng. Độ phân giải của kính hiển vi quang học sẽ bị giới hạn bởi bước sóng ánh sáng khả kiến và chỉ số khẩu độ:
{\displaystyle d={\frac {\lambda }{2NA}}}
với {\displaystyle \lambda } là bước sóng ánh sáng, NA là thông số khẩu độ. Vì thế, độ phân giải của các kính hiển vi quang học tốt nhất chỉ vào khoảng vài trăm nm. Ví dụ với hệ kính sử dụng ánh sáng xanh (λ = 550 nm), chỉ số khẩu độ đối với không khí là 0,95 hoặc có thể đạt cao nhất là 1,5 nếu sử dụng dầu. Như vậy, độ phân giải tốt nhất của hệ có thể đạt được khoảng dưới 200 nm. Có nghĩa là những điểm trong khoảng cách này sẽ không thể nào phân biệt được.

## Các loại kính hiển vi quang học
- Kính hiển vi đồng tiêu
- Kính hiển vi quang học quét trường gần
- Kính hiển vi huỳnh quang (Fluorescence microscope)
- Kính hiển vi quang phổ tử ngoại (Ultraviolet–visible spectroscopy)
- Kính hiển vi so sánh (Comparison microscope)
- Kính hiển vi đảo ngược (Inverted microscope)
- Kính hiển vi thạch học (Petrographic microscope)